# Petr Menčík
Petr Menčík (* 30. ledna 1972) je bývalý český fotbalista.

## Fotbalová kariéra
V československé a české lize hrál za SK Hradec Králové. V československé a české lize nastoupil celkem ve 27 utkáních a dal 2 góly.

## Ligová bilance
| Ročník                                   | Zápasy | Góly | Klub                       |
| ---------------------------------------- | ------ | ---- | -------------------------- |
| 1. československá fotbalová liga 1992/93 | 3      | 1    | SKP Spartak Hradec Králové |
| 1. česká fotbalová liga 1993/94          | 18     | 0    | SKP Fomei Hradec Králové   |
| 1. česká fotbalová liga 1994/95          | 6      | 1    | SK Hradec Králové          |
| CELKEM 1. liga                           | 27     | 2    |                            |